# ویزما بلشویکا
ویزما بلشویکا (انگلیسی: Vizma Belševica؛ ‏ ۳۰ مهٔ ۱۹۳۱ – ۶ اوت ۲۰۰۵) نویسنده، شاعر، مترجم اهل لتونی بود که نامزد جایزه نوبل ادبیات شد.

## زندگی‌نامه

ویزما بلشویکا (حوالی ۲۰۰۳)

ویزما بلشِوِیکا در ریگا متولد شد. پدرش، ژانیس بلشِوِیکس، کارگر بود و مادرش، ورا بلشِوِیکا (نام‌خانوادگی پیش از ازدواج: سیروهه)، خانه‌دار بود. خانواده آنها نسبتاً فقیر بود، زیرا تنها یکی از والدین شاغل بود. پدر ویزما مشکل پُرنوشی الکل داشت که به‌دنبال از دست دادن شغل خود به عنوان نانوا در دوران رکود بزرگ بدتر هم شد. ویزما بلشِوِیکا در تاریخ ۳۰ مه ۱۹۳۱ در ریکای پیش از جنگ متولد شد، زمانی که این شهر پایتخت لتونی دموکراتیک بود و او بیشتر دوران کودکی‌اش را در آنجا گذراند. این شهر اغلب در آثار او به ویژه در مشهورترین اثرش — سه‌گانه اتوبیوگرافیک بیله — به تصویر کشیده می‌شود، اما آن دورانی که در کورلند و در مزرعه کوچک بستگانش زندگی می‌کرد نیز نقش مهمی در شعر و نوشته‌های او داشته است. پسرش کلاوس السبرگز در دهه ۱۹۸۰ یکی از شاعران مشهور لتونی بود و پسر دومش یانیس نیز نویسنده است.

## قدردانی و گرامیداشت
دریافت جایزه نوبل رؤیای کودکی او بود؛ او به عنوان یک دختر فقیر اما باهوش، بیشتر وقت خود را صرف مطالعه ادبیات کلاسیک می‌کرد. آثار بلشِوِیکا شهرت یافت و مورد قدردانی قرار گرفت: در تاریخ ۶ دسامبر ۱۹۹۰، او به عنوان عضو افتخاری آکادمی علوم لتونی انتخاب شد؛ او دو بار جایزه اسپیدولا را دریافت کرده است که بالاترین افتخار در ادبیات لتونی است. بلشِوِیکا همچنین بالاترین جایزه دولتی لتونی، یعنی «نشان سه ستاره» را دریافت کرده است.

## آثار
ویزما بلشِوِیکا اولین اشعار خود را در سال ۱۹۴۷ منتشر کرد؛ نخستین کتاب شعر او در سال ۱۹۵۵ منتشر شد. از جمله مهم‌ترین مجموعه‌های شعر او می‌توان به دریا در حال سوختن(۱۹۶۶)، حلقه‌های سال‌ها (۱۹۶۹)، در بستر بانوی من (۱۹۷۶)، پیچنده کلاف (۱۹۸۱)، هنگام پاییز (۱۹۸۷) اشاره کرد. مجموعه داستان‌های کوتاه او شامل داستان‌های کیکورگس (۱۹۶۵)، بدبختی در خانه (۱۹۷۹)، دل شکسته بر هیئت افتخار (۱۹۹۷) است. در دوران پس از اتحاد جماهیر شوروی، بلشِوِیکا سه کتاب نیمه‌اتوبیوگرافی نوشت — داستان‌هایی دربارهٔ دختری به نام بیله، که زندگی او را از اواخر دهه ۱۹۳۰، تا سال اول اشغال شوروی در لتونی (۱۹۴۰–۱۹۴۱)، اشغال نازی‌ها (۱۹۴۱–۱۹۴۵)، و سال‌های اول پس از جنگ تحت رژیم استالین دنبال می‌کند: بیله (۱۹۹۲، ۱۹۹۵)، بیله و جنگ (عنوان اولیه: بیل زندگی می‌کند؛ ۱۹۹۶)، جوانی شگفت‌انگیز بیله (۱۹۹۹). اولین ویرایش این کتاب توسط ناشر لتونی مِژابله در سال ۱۹۹۲ در ایالات متحده آمریکا و فقط در سال ۱۹۹۵ در لتونی منتشر شد. اکنون این سه‌گانه به عنوان یکی از مهم‌ترین آثار ادبیات لتونی در تمام دوران‌ها شناخته شده است. این اثر به زبان سوئدی ترجمه شده، اما هنوز به زبان انگلیسی ترجمه نشده است.
شعر و داستان‌های بلشِوِیکا به حدود ۴۰ زبان ترجمه شده است. در دوران اتحاد جماهیر شوروی در دهه‌های ۱۹۶۰–۱۹۸۰، چندین کتاب از انتخاب‌های شعر او به زبان‌های روسی، بلاروسی و ارمنی منتشر شد. اشعار او توسط اینارا سِدریس برای مجموعه شعر Contemporary Latvian Poetry که توسط دانشگاه آیوا در سال ۱۹۸۳ منتشر شد، به انگلیسی ترجمه شده است. از دهه ۱۹۸۰ به بعد، بلشِوِیکا به‌طور منظم در صحنه ادبیات سوئد حضور داشت، (با ترجمهٔ یوریس کرونبرگس)، کتاب‌های شعر او و داستان‌های بیله در آنجا موفقیت‌های منتقدانه داشتند و خوانندگان گسترده‌ای پیدا کردند. شعرهای برگزیده او همچنین در نروژ، دانمارک و ایسلند منتشر شده است. داستان‌های کوتاه برگزیده در روسیه، گرجستان و آلمان منتشر شد. ترجمه روسی سه‌گانه بیله در ریگا لتونی منتشر شد، دو قسمت اول در یک جلد در سال ۲۰۰۰ میلادی و قسمت آخر در سال ۲۰۰۲ میلادی.
اولین جلد سه‌گانه بیله در سال ۲۰۱۹ به زبان فنلاندی منتشر شد.
او در آثار خود وضعیت ملت‌های تحت ستم در اتحاد جماهیر شوروی را نقد کرده است؛ بنابراین، از سال ۱۹۷۱ تا ۱۹۷۴ اجازه انتشار آثارش را در این کشور نداشت. حتی نام او نمی‌توانست در رسانه‌ها ذکر شود. مأموران کاگ‌ب دست‌کم دو بار آپارتمان او را جستجو کردند و دست‌نوشته‌ها و یادداشت‌های او را مصادره کردند.